# Alain de Botton
Pour les articles homonymes, voir de Botton.
 (octobre 2021).
Alain de Botton est un journaliste, philosophe et écrivain suisse, né le 20 décembre 1969 à Zurich.
Il vit à Londres. Il a écrit plusieurs essais et romans, en anglais, traduits en vingt langues.

## Biographie
Alain de Botton est le fils du riche financier juif égyptien Gilbert de Botton (descendant du talmudiste de Salonique Abraham de Boton) et de sa première épouse, Jacqueline Burgauer. Il a une sœur prénommée Miel. Alain passe les premières années de sa vie à Zurich, en Suisse, où il apprend le français, l'allemand et l'anglais parlé par son père. Sa famille se rend ensuite à Londres. Il étudie au Gonville and Caius College de Cambridge de 1988 à 1990 et obtient un master en philosophie au King's College de Londres en 1992.
Alain de Botton a sa propre société de production, Seneca Productions, qu'il a fondée en 2003. La société édite régulièrement des émissions basées sur ses œuvres. En 2008, il a également fondé The School of Life.
Il vit à Londres avec sa femme, Charlotte Neser (qu'il a épousée en 2003) et leur fils, Samuel (né en octobre 2004). Il écrit régulièrement dans la presse anglaise et voyage beaucoup pour promouvoir son œuvre.
En 2011, de Botton a été élu Fellow de la Royal Society of Literature (en français, Société royale littéraire).

## Œuvres
- Essays In Love (1993)
- Petite philosophie de l'amour, Denoël, 1994 (Essays in Love, Macmillan, Londres)
- The Romantic Movement (1994)
- Portrait d'une jeune fille anglaise, Denoël, 1998 (Kiss and Tell, 1995)
- Le Plaisir de souffrir, Denoël (1995)
- Comment Proust peut changer votre vie, Denoël, 1997 (How Proust can change your life, Picador, London)
- The Consolations of Philosophy (2000)
- L'Art du voyage (2002) (The Art of Travel), couronné par le Prix européen de l'essai Charles Veillon
- Status Anxiety (2004)
- The Architecture of Happiness (2006)
- A Week at the Airport (2009)
- Splendeurs et misères du travail, Mercure de France (2010) (The Pleasures and Sorrows of Work)
- Petit guide des religions à l'usage des mécréants, Flammarion (2012) (Religion for Atheists)